# Nelsonia (Cricetidae)
Nelsonia là một chi động vật có vú trong họ Cricetidae, bộ Gặm nhấm. Chi này được Merriam miêu tả năm 1897. Loài điển hình của chi này là Nelsonia neotomodon Merriam, 1897.

## Các loài
Chi này gồm các loài: